# Campeonato Tocantinense de Futebol de 2019 - Segunda Divisão
O Campeonato Tocantinense de Futebol - Segunda Divisão de 2019 foi a 11ª edição da segunda divisão da competição de futebol do estado de Tocantins. O campeonato teve início no dia 02 de novembro de 2019 e término no dia 15 de dezembro.

## Regulamento
O Campeonato Tocantinense de Futebol de 2019 - Segunda Divisão ,Conforme a Federação Tocantinense de Futebol (FTF), a competição teve duas fases: na primeira, cinco times jogarão entre si em jogos de ida. Avançavam as quatro equipes que melhores pontuaram para segunda fase. Na segunda fase, as equipes foram divididas em grupos “B” e “C”, quando se enfrentaram em jogos de ida e volta. No “B”, a disputa foi para decidir o terceiro acesso. No “C” os dois já estarão garantidos na elite e fazeram a final da competição.

### Critério de desempate
Os critério de desempate foram aplicados na seguinte ordem:
1. Maior número de vitórias
2. Maior saldo de gols
3. Maior número de gols pró (marcados)
4. Confronto direto (somente entre dois clubes)
5. Menor número de gols sofridos
6. Sorteio na sede da F.T.F.

## Equipes Participantes
- a. ^  O Arsenal fechou uma parceria com a Prefeitura de Carolina-MA, e com isso, irá mandar a maioria das suas partidas no Estádio Alto da Colina.[11][11]
- b. ^  O Nova Conquista/Miranorte fechou uma parceria com a Prefeitura de Miranorte, e com isso, Miranorte passa a ser a sede do clube[12][12]
- c. ^  O Nova Conquista/Miranorte, Mudou de sede, então começou a mandar seus jogos no estádio Zizão em Miranorte para participar da competição.